# Svartnäbbad skogstrast
Svartnäbbad skogstrast (Catharus gracilirostris) är en fågel i familjen trastar inom ordningen tättingar. Den förekommer i bergsskogar i Centralamerika i Costa Rica och Panama. IUCN kategoriserar den som livskraftig.

## Utseende och läten
Svartnäbbad skogstrast är en liten (13,5–16 cm) trast, med just svart näbb. Ovansidan är olivbrun, hjässan grå. Undersidan är ljusare grå, på buken vitaktig och på bröstet syns ett olivfärgat band. Ungfågeln är mörkare på huvud och ovansida, bröstbandet är brunt och på buken syns bruna fläckar. Fåglar i Panama är något mer rostfärgad ovan och ljusare under. Sången beståar av upp till tre flöjtlika toner följda av en drill, medan lätet är ett tunt "seet".

## Utbredning och systematik
Svartnäbbad skogstrast förekommer i regnskog i Centralamerika och delas in i två underarter med följande utbredning:
- Catharus gracilirostris gracilirostris – Costa Rica
- Catharus gracilirostris accentor – bergstrakter i västra Panama

Vissa urskiljer även underarten bensoni med utbredning i västra Panama (östra Chiriqui).

### Släktskap
Svartnäbbad skogstrast är närmast släkt med rosthättad skogstrast (C. frantzii), men står även nära mexikansk skogstrast (C. occidentalis) och eremitskogstrasten (C. guttatus).

## Levnadssätt
Svartnäbbade skogstrasten hittas i undervegetation i fuktiga bergsbelägna ekskogar och ungskog, vanligen ovan 1350 meters höjd till buskområden ovan trädgränsen. På typiskt trastmanér vänder den på löv på jakt efter insekter och spindlar, men kan också ta små frukter. Trots levnadsmiljön är den lätt att komma in på livet. 

### Häckning
Fågeln bygger ett skålformat bo ett till fem meter ovan mark i en buske eller ett litet träd. Där lägger den vanligen två brunfläckade grönblå ägg.

## Status
Arten har ett rätt litet utbredningsområde, men beståndet tros vara stabilt. IUCN kategoriserar arten som livskraftig. Beståndet uppskattas till i storleksordningen 20 000–50 000 vuxna individer.

## Taxonomi och namn
Svartnäbbad skogstrast beskrevs som art 1865 av Osbert Salvin. Dess vetenskapliga artnamn gracilirostris betyder "tunnäbbad".

### Trycka källor
- Clement, Peter & Hathaway, Ren (2000): Thrushes. Christopher Helm, London. ISBN 0-7136-3940-7
- Stiles, F. Gary & Skutch, Alexander Frank (1989): A guide to the birds of Costa Rica. Comistock, Ithaca. ISBN 0-8014-9600-4